# Wikariat apostolski Aysén
Wikariat apostolski Aysén (łac. Vicariatus Apostolicus Aysenensis) – rzymskokatolicki wikariat apostolski w Chile z siedzibą w Puerto Aisén. Erygowany w 1940 jako prefektura apostolska, w 1955 podniesiony do rangi wikariatu apostolskiego. Od 1970 w obecnym kształcie terytorialnym.

## Główne świątynie
- Katedra: Katedra św. Teresy od Dzieciątka Jezus w Puerto Aisén
- Konkatedra: Konkatedra Matki Bożej Bolesnej w Coyhaique

## Biskupi
Wszyscy biskupi należeli do zakonu serwitów.
- Antonio Michelato Danese (1940–1958)
- Cesar Vielmo Guerra (1959–1963)
- Savino Cazzaro Bertollo (1963–1988)
- Aldo Lazzarín Stella (1989–1998)
- Luigi Infanti della Mora (od 1999)